# おばあのお守り
「おばあのお守り」（おばあのおまもり）は、2016年2月・3月に、NHKの音楽番組『みんなのうた』で放送された楽曲。作詞・作曲・歌：成底ゆう子。

## 概要
作詞作曲と歌を担当した成底ゆう子は石垣島の出身で、島のお守りをテーマに作った歌である。お守りを持って島を出てわかったことを綴ったアンサーソングが「ぼくのたからもの」で、『ナリシカー』には両方の曲が収録されている。